# Clermont-les-Fermes
Clermont-les-Fermes är en kommun i departementet Aisne i regionen Hauts-de-France i norra Frankrike. Kommunen ligger  i kantonen Rozoy-sur-Serre som ligger i arrondissementet Laon. År 2022 hade Clermont-les-Fermes 99 invånare.

## Befolkningsutveckling
Antalet invånare i kommunen Clermont-les-Fermes
Referens: INSEE